# Zvorničko jezero
Zvorničko jezero (cyr. Зворничко језеро) – zbiornik zaporowy w Serbii oraz Bośni i Hercegowinie. Powstał poprzez spiętrzenie wód rzeki Driny.

## Charakterystyka
Jego powierzchnia wynosi 8,1 km², maksymalna głębokość to 28 m, a całkowita pojemność to 89 milionów m³. Zapora powstawała w latach 1948–1955 i jest zlokalizowana przed serbskim miastem Mali Zvornik. Na jeziorze rozgrywane są zawody kajakarskie. Po stronie serbskiej nad jeziorem leżą następujące miejscowości: Čitluk, Amajić i Sakar. Natomiast po stronie bośniacko-hercegowińskiej są to: Sopotnik, Drinjača, Đevanje i Divič.